# Românești (Iași)
Românești is een Roemeense gemeente in het district Iași.
Românești telt 1852 inwoners.